# Campionati europei di ciclocross 2021
I Campionati europei di ciclocross 2021, diciannovesima edizione della competizione, si sono disputati sul Col du VAM (comune di Midden-Drenthe), nei Paesi Bassi il 6 e 7 novembre 2021.
Sono stati assegnati 6 titoli, validi per le categorie Elite, Under-23 e Juniores sia al maschile che al femminile.

## Eventi
Sabato 6 novembre
- 11:00 Donne Juniors
- 13:15 Uomini Under-23
- 15:00 Donne Elite

Domenica 7 novembre
- 11:00 Uomini Juniors
- 13:15 Donne Under-23
- 15:00 Uomini Elite

## Medagliere
| Pos.   | Nazione       | Oro | Argento | Bronzo | Totale |
| ------ | ------------- | --- | ------- | ------ | ------ |
| 1      | Paesi Bassi   | 4   | 3       | 3      | 10     |
| 2      | Belgio        | 1   | 2       | 2      | 5      |
| 3      | Gran Bretagna | 1   | 0       | 0      | 1      |
| 4      | Ungheria      | 0   | 1       | 0      | 1      |
| 5      | Italia        | 0   | 0       | 1      | 1      |
| Totale | Totale        | 6   | 6       | 6      | 18     |

## Sommario degli eventi
| Eventi            | Oro                            | Tempo    | Argento                      | Tempo   | Bronzo                        | Tempo   |
| Uomini            |                                |          |                              |         |                               |         |
| Elite dettagli    | Lars van der Haar Paesi Bassi  | 1h01'41" | Quinten Hermans Belgio       | a 25"   | Michael Vanthourenhout Belgio | a 54"   |
| Under-23 dettagli | Ryan Kamp Paesi Bassi          | 50'03"   | Niels Vandeputte Belgio      | a 1"    | Thibau Nys Belgio             | s.t.    |
| Junior dettagli   | Aaron Dockx Belgio             | 47'06"   | David Haverdings Paesi Bassi | a 47"   | Luca Paletti Italia           | a 48"   |
| Donne             |                                |          |                              |         |                               |         |
| Elite dettagli    | Lucinda Brand Paesi Bassi      | 48'22"   | Kata Blanka Vas Ungheria     | a 56"   | Yara Kastelijn Paesi Bassi    | a 1'02" |
| Under-23 dettagli | Shirin van Anrooij Paesi Bassi | 44'09""  | Puck Pieterse Paesi Bassi    | a 17"   | Fem van Empel Paesi Bassi     | a 1'03" |
| Junior dettagli   | Zoe Bäckstedt Gran Bretagna    | 44'01""  | Leonie Bentveld Paesi Bassi  | a 1'06" | Nienke Vinke Paesi Bassi      | a 1'20" |